# Список аэропортов Пуэрто-Рико
Список аэропортов Пуэрто-Рико, сгруппированных по типу и расположению. Содержит все гражданские и военные аэропорты штата. Некоторые частные и ныне не используемые аэропорты могут находиться в списке (например, если ФАА зафиксированы коммерческие перевозки или если аэропорт имеет код ИАТА).

## Список
Описание каждого столбца в разделе «Пояснения к таблице».
Аэропорты, чьи названия выделены жирным, обеспечивают регулярные коммерческие перевозки.
| Город           | ФАА  | ИАТА | ИКАО | Аэропорт                                                            | Кат. | Пасс./год |
| --------------- | ---- | ---- | ---- | ------------------------------------------------------------------- | ---- | --------- |
|                 |      |      |      | Важнейшие аэропорты (PR)                                            |      |           |
| Агуадилья       | BQN  | BQN  | TJBQ | Международный аэропорт имени Рафаэля Эрнандеса                      | PR   | 174 400   |
| Вьекес          | VQS  | VQS  | TJVQ | Antonio Rivera Rodríguez Airport (Vieques Airport)                  | PR   | 24 177    |
| Понсе           | PSE  | PSE  | TJPS | Mercedita Airport                                                   | PR   | 89 908    |
| Сан-Хуан        | SJU  | SJU  | TJSJ | Международный аэропорт имени Луиса Муньоса Марина                   | PR   | 5 226 471 |
|                 |      |      |      | Прочие коммерческие аэропорты (CS)                                  |      |           |
| Маягуэс         | MAZ  | MAZ  | TJMZ | Eugenio María de Hostos Airport                                     | CS   | 3 754     |
| Сан-Хуан        | SIG  | SIG  | TJIG | Fernando Luis Ribas Dominicci Airport (Isla Grande Airport)         | CS   | 9 256     |
|                 |      |      |      | Аэропорты авиации общего назначения (GA)                            |      |           |
| Arecibo         | ABO  | ARE  | TJAB | Antonio (Nery) Juarbe Pol Airport                                   | GA   |           |
| Фахардо         | X95  | FAJ  | TJFA | Diego Jiménez Torres Airport                                        | GA   | 1 549     |
| Humacao         | X63  | HUC  |      | Humacao Airport                                                     | GA   |           |
| Isla de Culebra | CPX  | CPX  | TJCP | Benjamín Rivera Noriega Airport                                     | GA   |           |
|                 |      |      |      | Прочие гражданские аэропорты (отсутствуют в NPIAS)                  |      |           |
| Patillas        | X64  |      |      | Patillas Airport                                                    |      |           |
|                 |      |      |      | Частные аэропорты (неполный список)                                 |      |           |
| Boqueron        | PR24 |      |      | Cullingford Field                                                   |      |           |
|                 |      |      |      | Закрытые аэропорты (неполный список)                                |      |           |
| Агуадилья       |      |      | TJFF | Ramey Air Force Base (closed, reopened as Rafael Hernández Airport) |      |           |
| Сейба           | NRR  | NRR  | TJNR | Roosevelt Roads Naval Station (limited operations, closed in 2004)  |      |           |
| Dorado          |      | DDP  |      | Dorado Airport (Dorado Beach Airport)                               |      |           |

## Пояснения к таблице
- Город — город, который обслуживается аэропортом.
- Код ФАА — код аэропорта, назначенный Федеральной администрацией по авиации.
- Код ИАТА — код аэропорта ИАТА. Если код ИАТА не совпадает с кодом ФАА данного аэропорта, то он выделен жирным.
- Код ИКАО — код аэропорта ИКАО.
- Аэропорт — официальное название аэропорта.
- Кат. (категория) — одна из четырёх категорий аэропортов, определяемая ФАА на основе плана NPIAS (National Plan of Integrated Airport Systems) на 2007—2011 годы: Any differences from that report are changes based on current FAA passenger boarding (enplanement) data.
  - PR: (Commercial Service — Primary) — аэропорт, имеющий коммерческий пассажиропоток более 10000 человек в год.
  - CS: (Commercial Service — Non-Primary) — аэропорт, имеющий коммерческий пассажиропоток не менее 2500 человек в год.
  - RL: (Reliever) — аэропорты авиации общего назначения, находящиеся в крупных городах. Имеют сходство с аэропортами категории GA. Помимо базирования частной авиации, аэропорты используются для того, чтобы разгрузить крупные аэропорты от небольших самолётов, осуществляющих коммерческие пассажирские перевозки.
  - GA: (General Aviation) — аэропорты авиации общего назначения. В аэропорту должны базироваться не менее 10 воздушных судов, но обслуживаться не более 2500 пассажиров в год. Это означает, что большинство воздушных судов принадлежат и используются частными лицами, и коммерческие перевозки либо отсутствуют, либо незначительны.
- Пасс./год — коммерческий пассажиропоток за 2006 календарный год (согласно отчёту ФАА).